# مارهیزه
مارهیزه (به هلندی: Maarheeze) یک منطقهٔ مسکونی در هلند است که در کرانن‌دونک واقع شده‌است. مارهیزه ۶٬۲۲۱ نفر جمعیت دارد.